# Île Mantouni
Île Mantouni är en ö i Franska Guyana (Frankrike). Den ligger i den östra delen av landet, 60 km sydost om huvudstaden Cayenne. Arean är 2,6 kvadratkilometer.
Terrängen på Île Mantouni är mycket platt. Öns högsta punkt är 28 meter över havet. Den sträcker sig 3,7 kilometer i nord-sydlig riktning, och 1,0 kilometer i öst-västlig riktning.  I omgivningarna runt Île Mantouni växer i huvudsak städsegrön lövskog.